# Cercophorus
Cercophorus är ett släkte av skalbaggar. Cercophorus ingår i familjen vivlar.
Kladogram enligt Catalogue of Life:
| Cercophorus | \| \| Cercophorus xanthurus \| \| \| \| |
|             | \| \| Cercophorus xanthurus \| \| \| \| |
|             | Cercophorus xanthurus                   |
|             |                                         |